# 封仙娘娘追宝録
『封仙娘娘追宝録』（ふうせんにゃんにゃんついほうろく）とは、ろくごまるにによる日本のライトノベル。イラストはひさいちよしきが担当している。富士見ファンタジア文庫（富士見書房）より1995年8月から2009年2月まで刊行された。

## あらすじ
仙人の世界に住む道士の和穂は、仙人になるための昇格試験を受け、見事合格した。しかし、仙人になったのもつかの間、和穂は不注意から爆発を伴う大事故を起こし、師匠である龍華がかつて生み出した欠陥宝貝の封印を解いてしまう。
封印されていた欠陥宝貝には、単に欠陥を持つだけではなく、危険性のある物も含まれていた。封印されていた数は、七百二十七にものぼる。
欠陥宝貝たちは再び封印されることを恐れ、仙人の手の届かない場所、すなわち人間の世界に逃走を図り成功した。もはや、対処しようがないという事で和穂はお咎め無しとなったが、責任感の強い和穂はその処分に納得いかなかった。
「私が人間界に行って、全ての宝貝を回収します」
和穂の懇願を聞き入れた仙人達は、人間界にさらなる混乱を招きかねない和穂の仙術を全て封じた上で、回収に必要な最低限の宝貝を持たせて人間界へと送ることとした。
しかし、欠陥宝貝の中には、新米仙人の失敗に付け込んで逃亡を図ることを良しとしない者がいた。刀の宝貝、殷雷刀である。殷雷は和穂を心配する龍華達に頼まれ、和穂の護衛として共に人間界へと渡る事となる。

## 登場人物
和穂（かずほ）
本作の主人公である元仙人。年の頃は15、6の娘。とある不注意から大事故を起こしてしまい、宝貝をばらまいた張本人。本来なら責任は問われないはずであったが、強い責任感から自ら志願して宝貝回収のために地上へ向かった。現在は一切の術を封印されており、普通の人間と変わらない。
人間界の九遥山に捨てられていたところを、たまたま仙界と入り混じった際に龍華に拾われ仙界へやって来た。本来、仙人とは数百年に及ぶ長い修行の末になるはずだが、和穂の場合はその特異な経歴により赤子の頃から龍華に修行を受けたため、見た目通りの若い年齢で仙人となる。心優しく気だても良い素直な少女であるが、師匠譲りの非常に頑固な一面もあり殷雷と意見が対立することもある。物心付く前から仙界で暮らしているため、人間界の常識に疎い一面もある。
外見はほっそりとした顎に淡い桜色をした唇、柔らかな黒髪を持ち、黒曜石のような輝きを持つ瞳の上には少し太めの眉がのっかっている（お陰で初対面の人間から「眉毛の女」呼ばわりされた事もある）。眉毛に比べ、目は穏和で優しい。道士や仙人がよく身につけている、懐と袖の大きな道服を羽織っている。色は白ですそはそれほど長くなく、ふとももぐらいまでしかない。武道家が練習の時に身につける、動きやすそうな服の上に道服を着け、腰の部分を赤く細い帯でくくっている。
龍華（りゅうか）
和穂の師匠である仙人。和穂を我が子のように厳しく育てた。和穂からは親としても師匠としても慕われている。見た目は20歳過ぎの女性。豪快な性格であり、きらびやかな装飾を散りばめた真紅の道服を着ているが、その装飾品を凌駕する美貌の持ち主。七百二十七の欠陥宝貝の創造主であるが、封印されていたことと、その性格のため、彼らのほとんどからは嫌われている。ただし、欠陥宝貝を破壊せずに敢えて封印に留めたのは彼女なりの考えがあるかららしい。
その外見通り気性は激しく、文字も性格を反映して豪快であり、本人曰く「文字なんて読めればいいんだよ」とのこと。また師匠との台詞からして気に入らない者には従わないようだ（もっとも、他人に容易に臣従しないのは、仙人としては特に珍しい事ではないらしい）。仙界では最上位である五仙の1人、神農の頭を殴った初めての仙人でもある。
護玄（ごげん）
仙人で、龍華の友人。何かと龍華に振り回される苦労人である。弟子はいない。見た目はどこにでもいそうな普通の青年で、服もたいして飾り気のない白い道服と龍華と対照的である。和穂が欠陥宝貝を解放してしまった時に居合わせている。事故から和穂は守りきったものの、その際に動けなくなるほどの大怪我を負ったため、直後に起こった欠陥宝貝たちの逃亡を阻止できなかった。作中の会話などから、元は人ではないらしいが正体が何なのかは明らかになっていない。碁が大好きだが、いつも龍華に負けてばかりいる。典型的な下手の横好きで、龍の鱗の数だけやっても少しも碁の腕は上達しないようだ。
神農（しんのう）
仙界を作った五仙の1人。仙人は全て五仙の誰かの系譜に連なるが、和穂はこの神農の系譜である。一度は和穂を無罪としたが、本人の意志を尊重して和穂の仙骨を封印し、地上へと送った。その際、自作した探索用の2つの宝貝（索具輪と断縁獄）を与えている。人間界にいた頃は薬草の研究をしていたらしい。
夜主（やしゅ）
女の盗賊。元は単なる盗賊だったが、宝貝を手に入れてからはその魅力に取り付かれ、宝貝専門の盗賊となる。恐ろしいまでの精神力の持ち主であり、武器の宝貝である殷雷が五日ほどしか耐えられなかった精神攻撃でさえ十日も耐えた。殷雷はその精神力を仙人並みと評した。顔や仕草などが龍華に酷似しており、和穂は本人に否定されてなお龍華本人だと疑っていたほどだが、捜魂環によれば「魂の音がまったく違う別人」。昔の記憶がないらしいが、本人はあまり気にしていない。
梨乱（りらん）
正式には「柳梨乱（りゅうりらん）」。非常に優秀な職人の一族の出身であり、自身もまた土木や鍛冶に関して相当な腕前を誇る。ざっくばらんな性格の持ち主で、諦めを知らないところは和穂にも通じる。泥の中に閉じ込められた村から、村人と共に脱出するために奮闘していた所に和穂たちがやってきた。村長代理に惚れていて、その好意を隠す気もない。
村長代理（張良：ちょうりょう）
泥に埋もれた村の村長代理を任された旅の男。あまり口数は多くなく寡黙。たまたま梨乱たちの村に通り掛かったところ、村そのものが「泥」に埋もれるという事態に遭遇した。判断力に優れており、沈着冷静に的確な指示を出す。本人は常々この手の仕事は向いていないと言っているものの、的確な指示を出す。正体不明であるにもかかわらず村人の信頼は厚い。

## 用語

### 世界観
宝貝（ぱおぺい）
人間には決して生み出せない、仙人によって作られた神秘的な道具の数々。道具としての能力だけでなく、人の形に変化できる物も存在する。また、変化できなくても意志は持っている物もおり、性差もある。名前は、基本的に2つの文字の後にその宝貝の種類を示す文字を付けるという形式である。刀なら○○刀、鏡なら■■鏡、徳利なら△△器など。なお、人間に変化できる宝貝は通常、前の二文字だけで呼ばれる（例として、殷雷刀は単に殷雷と呼ばれる）。程度に個人差はあるものの、全ての宝貝は道具としての業（誰かに使って欲しいという願望）を持っている。
仙界
文字通り、仙人が住む世界。人間界とは殆ど接点が無いが、たまに混じり合う事がある。仙界に渡るためには、その混じり合う原理、即ち天地の理を理解する事が必要である。そのような理解をなし得る人間は、もはや人間界の人間というよりは仙界の住人に近い。ただし、和穂はまったくの偶然でその混じり合う時期に遭遇し、龍華に拾われることになる。龍や鳳凰など、想像上の生物も暮らしている。
人間界
人間の暮らしている世界。いわゆる中華風の世界観だが、具体的な国名や政治体制、規模などが説明されることはないため、詳細は明らかではない。ただし、作中にて三国志時代の話らしき記述が僅かに登場する。それによれば規模は不明なものの、宝貝の大量流出によってかなりの歴史改変があったらしい（直接名前は出てきていないが、黄巾の乱で劉備や関羽、張飛と思われる者たちが死んでいるらしき描写がある）。また戦争がかなり頻繁に発生しているようだが、それが異民族から襲撃を受けている（もしくは逆に侵略している）からなのか、それとも戦国時代の様相を呈しているのかは一切不明である。なお、南部では諸侯同士の抗争があって物騒だとの台詞が見られる。かつて宝貝の存在は単なるおとぎ話の類と思われていたが、宝貝の流出がその質を変えることとなる。
仙術
仙人が使う術。手で印を組んだり、呪文を唱えることによって発動する（ただし、具体的な呪文が作中に登場する場面はほとんどない）。また、仙術を使用するためには仙骨が必要であり、仙骨を封じられると使用できない（封じられると、仙術に必要な「意味のある形」や「意味のある言葉」が思い出せなくなる）。なお、宝貝の中には仙術を使う能力を持っているものもある。また、治癒の術は存在しない（仙術的に必要な力が莫大であるため）。

### 宝貝
以下、特に記載のないものは龍華の作。
殷雷刀（いんらいとう）
封印されていた欠陥宝貝の1つ。刀の宝貝。人型に変化可能。変化時の姿は長い黒髪に中肉中背の男である。新米仙人（和穂）の失敗に付け込んで逃亡することを良しとせず、さらに七百二十七の内の1つだけとはいえ逃亡しない宝貝があれば和穂の処分も多少は軽くなるのではと考え、欠陥宝貝の中では唯一逃亡しなかった。このように、武器なのに「情に脆い」所を欠陥と判断されて封印されていた。
悪ぶった言動を取っているが基本的にお人好し。特に動物や病気をネタにした人情話にとことん弱く、聞かされると涙を流すほど。武器の宝貝らしく、武芸百般に通じている。また、名前の「雷」の字は伊達ではなく、周囲の雷気を探って敵の気配を読むことも可能。ただし、武器の宝貝の中では最強ではなく彼より強い宝貝は大勢いる。
現在は、和穂の護衛として人間界に渡っている（神農の目を盗んで持ち出した3つ目の宝貝）。普段は和穂を子供扱いしてからかっているが、その実とても大切に守っている。何故かやたら食い意地が張っており、「包丁の宝貝」と揶揄されて落ち込む場面も見られる（本来宝貝に食事の必要はない）。
四海獄（しかいごく）
ひょうたんの宝貝。内部には莫大な空間が広がっており、あらゆる物を収められる。人間に変化は出来ないが意志は持っている。大雑把な性格の龍華の作でありながら、非常に礼儀正しい性格をしている。
索具輪（さくぐりん）
耳飾りの宝貝。意志は持たない。和穂が地上に降りる際に持ち込むことを許された、神農作の2つの宝貝の1つ。所有者は精神を集中することで、人間界に存在する宝貝の全ての位置を知ることが出来る。ある時から原因不明の不調に悩まされており、求める宝貝の正確な位置を把握できないこともしばしばである（宝貝の存在自体は判ってもその範囲を絞り込めない）。
索具輪が渡されたとき、「使い方によっては危険」と言われた宝貝だが、何が危険なのか不明である。
断縁獄（だんえんごく）
宝貝を保管するひょうたんの宝貝。四海獄とは異なり意志は持たない。和穂が地上に降りる際に持ち込むことを許された、神農作の2つの宝貝の1つ。内部には莫大な空間が広がっており、ここに七百二十七の宝貝を収めたとき、和穂は仙界に帰れる。また、水や食料を収めることも可能。また、内部の宝貝は強制的な安定状態に置かれるため、回収した宝貝同士が争っても、傷つけ合う事態は防げる（機能としては四海獄と同様）。とある出来事によって内部が病原菌に汚染されたため、人間が入ることは出来なくなった。指定した物以外は吐き出さないため、水や食料などは現在も収めることが可能。
捜魂環（そうこんかん）
封印されていた欠陥宝貝の1つ。指輪の宝貝。人型は取れないが、意志を持っている。特定の人物を探し出すための宝貝である。人の魂の音色を聞き分けることで目的の人物を探索する。欠陥は、一度見知った者でなければ居場所を探れないこと（本来は見知らぬ者も捜索可能であるはずだった）。ただし、一度見知った者であれば宝貝の居場所も察知可能である。これは、制作者の龍華も予期しなかった機能である。宝貝が制作者の意図さえも超える神秘であることを示す一例である。
夜主に拾われ、その機能を持って彼女と共に宝貝探索を続けている。合理的で冷静な判断力の持ち主であることから、無鉄砲で豪放な夜主を諫めたりすることが多いが、その硬さを武器代わりに敵に殴りつけられたりと扱いはあまり良くない。
恵潤刀（けいじゅんとう）
封印されていた欠陥宝貝の1つ。刀の宝貝。人型に変化可能。その姿は、殷雷と同じ年頃の女性である。殷雷とはほぼ同時期に作られた、いわば兄弟のような刀。殷雷の性格も熟知している。気配を沈め、相手に何も感じられない霧のような感覚を与えることが可能。
とある事件により、複数の宝貝と融合するという事態を起こしてしまう。唯一意志を持った宝貝としてそれらをまとめることに成功するものの、自身も刀の宝貝としての本質を失い、本来の姿に戻ることが出来なくなった。現在は断縁獄の中にて綜現台と塁摩杵を鍛えている。
静嵐刀（せいらんとう）
封印されていた欠陥宝貝の1つ。刀の宝貝。人型に変化可能。殷雷刀、恵潤刀とほぼ同時期に作られた。他にもう1本、深霜刀（しんそうとう）と合わせて「四本刀」と呼ばれており、それぞれ違う製法で似たような性能の宝貝を作る研究の過程で生み出されたらしい。武器の宝貝だが、とてもそうとは思えない程ぼんやりした性格であり、殷雷には「全て」が欠陥だと言われるほど。言わなくていいことを言わせたら天下一品であり、よく殷雷に小突かれている。
流麗絡（りゅうれいらく）
封印されていた欠陥宝貝の1つ。織り機の宝貝。人間に変化でき、その姿は長い髪を持つ美しい女性である。
仙術を織り込んだ布も作れる。その能力で、仙界では龍華仙人の宝貝製作の補佐を行っていた。ただし人間界の糸では強度が足らないため、仙術の力を持つような特殊な布は織れないらしい。
非常に捻くれた性格をしており、それが欠陥と判断されたようである。人を苛立たせるために、わざと台詞に若干の間を開けるほどの念の入れようである（作中では、台詞の冒頭に三点リーダを常に付けてその間を表している）。それでも、宝貝としての業である「誰かに使われたい」という望みは持っているらしい。
男の趣味も捻くれていて、頼られるのは嫌だが、しかし頼りない方がいいという難儀な物である。
綜現台（そうげんだい）
封印されていた欠陥宝貝の1つ。人間に変化でき、その姿は幼い少年である。
実直さ、誠実さ、使用者に対する態度、思いやりなどでは四海獄に匹敵するほどの人格者だが、自分が何の種類の宝貝であったか忘れてしまっている。本来、宝貝は気絶した場合に本当の姿へと戻るが、綜現の場合は完全に己の正体を忘れてしまっているので、常に人間の姿を取っている。
宝貝の業として、自分を拾った使用者の役に立ちたいと思っているが、なかなかその思いは報われない。
塁摩杵（るいましょ）
封印されていた欠陥宝貝の1つ。
その正体は名前の通り杵だが、単なる杵ではなく、全長半里（2キロメートル）もある攻城兵器である。破壊力は欠陥宝貝全ての中でも一、二を争うほど凄まじい。殷雷とは、封印されていた時からの顔見知りだったらしく、塁摩と出会った時、殷雷はその破壊力を知っていたので引き攣った笑みを浮かべた。
人間に変化可能で、設定年齢八歳、見た目は五歳ぐらいの女の子供である。状況分析能力は高く、殷雷相手でもほぼ互角の読みを見せる。兵器の宝貝は武器の宝貝と違い、人間の姿でもその破壊力を自由に使えるようである。
宝貝なので食事の必要は無いはずだが、甘いものに弱い。
欠陥は明言されていないが、設定年齢が八歳と幼いためか、兵器としての冷静な計算と子供としての無邪気さがかみ合わず、自分で分析した事が自分で理解できない事があるという記述が作中にある。

## 制作背景
作者のろくごまるには1巻のあとがきで、小学生の時に『水滸伝』の「洪信が伏魔殿の扉を開け、そのために封印されていた百八の魔星が地に降り立った」という物語冒頭の説明を聞き、洪信が百八の魔星を捕まえる話だと勘違いしたが、むしろその「捕まえる話」の方が面白そうだ、と思ったのがきっかけでこの話が誕生した、と書いている。同じく1巻のあとがきによると、元々は「大始末記」というタイトルだったが、判りづらいということで編集部が現在のタイトルをつけたという。

## 評価
刊行に数年にわたって中断期間を挟んでもなお熱狂的な固定ファンがいるほどの人気を獲得したが、それはライトノベルの主流だった中世ヨーロッパ風ファンタジーではない題材という目新しさによるものではなく、著者独自の言葉廻しや作風によるところが大きいと文芸評論家の榎本秋に紹介されている。

## 漫画
イラストを担当しているひさいちよしきにより、読み切りの形で、『ファンタジアバトルロイヤル』（月刊ドラゴンマガジン 2000年3月号増刊）にて漫画化された。

## 既刊一覧

### 本編
- ろくごまるに（著）・ひさいちよしき（イラスト）、富士見書房〈富士見ファンタジア文庫〉、全11巻
  - 『封仙娘娘追宝録 天を騒がす落とし物』、1995年8月18日発売[3]、ISBN 4-8291-2641-8
  - 『封仙娘娘追宝録2 嵐を招く道士たち』、1996年2月20日発売[4]、ISBN 4-8291-2670-1
  - 『封仙娘娘追宝録3 泥を操るいくじなし』、1996年9月20日発売[5]、ISBN 4-8291-2700-7
  - 『封仙娘娘追宝録4 夢をまどわす頑固者』、1997年1月20日発売[6]、ISBN 4-8291-2731-7
  - 『封仙娘娘追宝録5 黒い炎の挑戦者』、1997年6月20日発売[7]、ISBN 4-8291-2747-3
  - 『封仙娘娘追宝録6 憎みきれない好敵手』、1998年3月19日発売[8]、ISBN 4-8291-2806-2
  - 『封仙娘娘追宝録7 闇をあざむく龍の影』、1998年8月20日発売[9]、ISBN 4-8291-2833-X
  - 『封仙娘娘追宝録8 刃を砕く復讐者（上）』、1999年11月15日発売[10]、ISBN 4-8291-2907-7
  - 『封仙娘娘追宝録9 刃を砕く復讐者（下）』、2005年11月19日発売[11]、ISBN 4-8291-1759-1
  - 『封仙娘娘追宝録10 天を決する大団円（上）』、2007年6月20日発売[12]、ISBN 978-4-8291-1931-0
  - 『封仙娘娘追宝録11 天を決する大団円（下）』、2009年2月20日発売[13]、ISBN 978-4-8291-3379-8

### 短編集
- ろくごまるに（著）・ひさいちよしき（イラスト）、富士見書房〈富士見ファンタジア文庫〉、全5巻
  - 『封仙娘娘追宝録・奮闘編1 くちづけよりも熱い拳』、1997年10月17日発売[14]、ISBN 4-8291-2773-2
  - 『封仙娘娘追宝録・奮闘編2 切れる女に手を出すな』、1998年10月16日発売[15]、ISBN 4-8291-2847-X
  - 『封仙娘娘追宝録・奮闘編3 名誉を越えた闘い』、2000年7月14日発売[16]、ISBN 4-8291-2977-8
  - 『封仙娘娘追宝録・奮闘編4 夢の涯』、2002年6月20日発売[17]、ISBN 4-8291-1436-3
  - 『封仙娘娘追宝録・奮闘編5 最後の宝貝』、2006年2月18日発売[18]、ISBN 4-8291-1796-6